# Pavillon de beaupré
 (septembre 2024).
Le pavillon de beaupré est un drapeau utilisé sur les navires. Il s'agit d'un pavillon additionnel principalement réservé aux navires de guerre, porté sur le mât de beaupré pour les bateaux à voiles et à l'étrave en l'absence de mât.
Il est arboré quand le navire est à quai ou au mouillage ou lors d'une cérémonie officielle (petit ou grand pavois). Pour certains États, lorsque le pavillon arboré à l'arrière ou à la corne est spécifique à la marine, le pavillon de beaupré reproduit souvent le pavillon national.

## Galerie

Pavillon de beaupré de la Marine brésilienne.
Pavillon de beaupré de la Marine espagnole.
Pavillon de beaupré de la Marine de guerre hellénique.
Pavillon de beaupré de l'Italie.
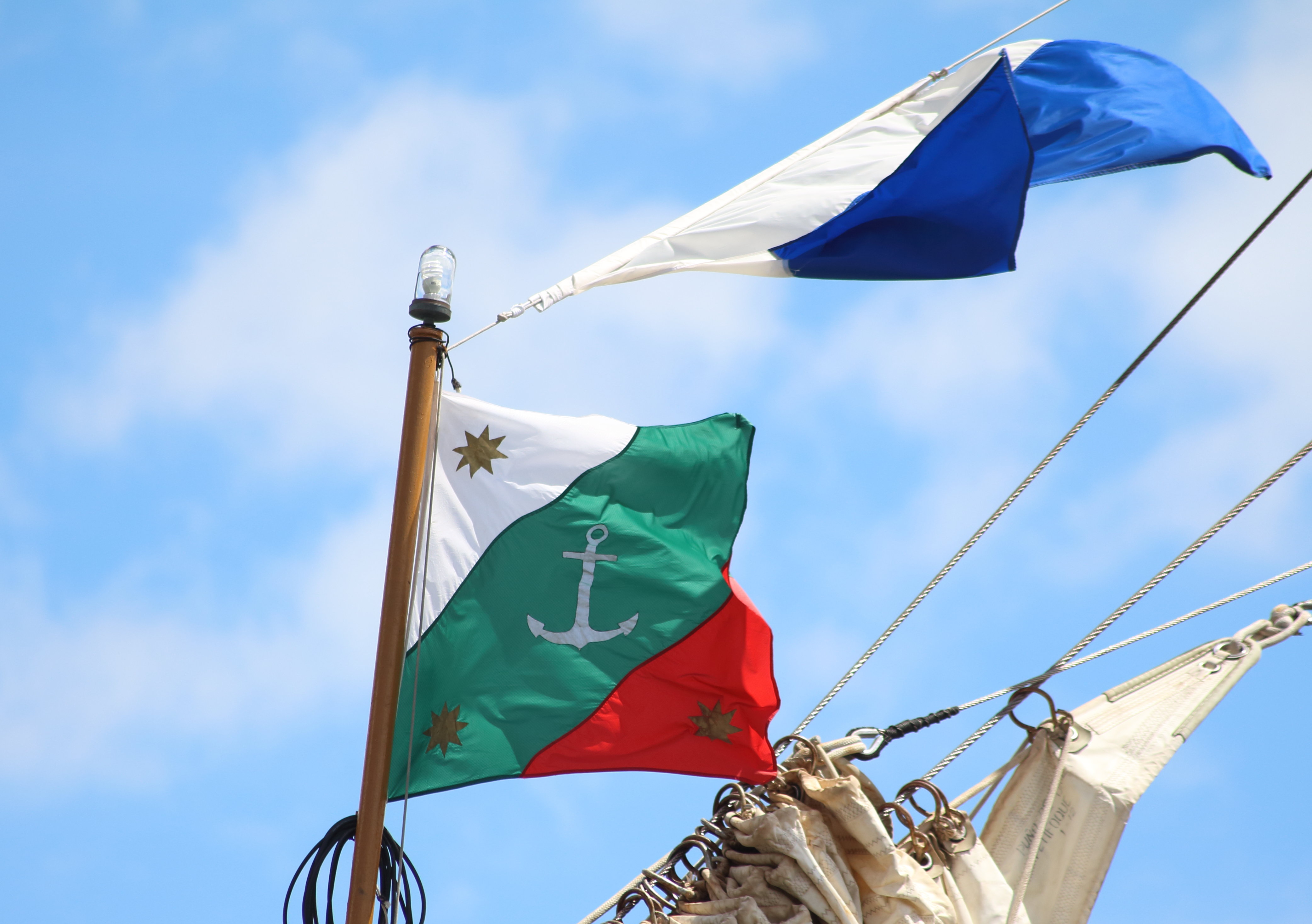
Pavillon de beaupré du Mexique.
Pavillon de beaupré des Pays-Bas.
Pavillon de beaupré de la Pologne.
Pavillon de beaupré de la Marine portugaise.
Pavillon de beaupré de la Russie.
Pavillon de beaupré de la Marine soviétique.

## France

Pavillon des FNFL.

Dans la marine nationale française, le pavillon de beaupré est semblable au pavillon national. Cependant, les navires portant le nom d'une unité des Forces navales françaises libres (FNFL) et le porte-avions Charles de Gaulle arborent le pavillon des FNFL.